# Kigwancha Sports Club
El Kigwancha Sports Club (en coreano: 기관차체육단) es un equipo de fútbol de Corea del Norte que juega en la Liga de fútbol de Corea del Norte, el campeonato de fútbol más importante del país.

## Historia
Fue fundado el 11 de enero de 1956 con la participación de Kim Il-Sung como un club polideportivo. Se fundó con el objetivo de 'representar a los trabajadores ferroviarios'. El club es más conocido por su sección de fútbol, la cual dominó ese deporte en Corea del Norte a finales de la década de 1990, ganando 5 títulos de liga de manera consecutiva.
Ha recibido dos condecoraciones del estado norcoreano en su historia: la Orden de Kim Il-sung y la Orden de la Bandera Nacional, por ser considerado un club que 'produce un alto número de atletas destacados y ases del deporte'.

## Palmarés
- Liga de fútbol de Corea del Norte: 5

1996, 1997, 1998, 1999, 2000
- Juegos Mangyongdae: 2

2018, 2021

## Participación en competiciones de la AFC
| Temporada | Torneo  | Ronda   | Club     | Casa | Visita | Global   |
| --------- | ------- | ------- | -------- | ---- | ------ | -------- |
| 2017      | AFC Cup | Grupo I | Erchim   | 7–0  | 0–3    | 2º Lugar |
| 2017      | AFC Cup | Grupo I | April 25 | 2–2  | 1–1    | 2º Lugar |

## Jugadores

### Jugadores destacados
- Pak Kwang-ryong[8][9]
- Lee Kwan-myong
- Pak Chol-ryong